# Lekkoatletyka na Letnich Igrzyskach Olimpijskich 1920
Rezultaty zawodów lekkoatletycznych rozegranych podczas letnich igrzysk olimpijskich w Antwerpii. Startowali tylko mężczyźni w liczbie 509 z 25 państw świata. Zawody odbyły się w dniach 15–23 sierpnia 1920 roku. Zawody odbywały się na Stadionie Olimpijskim w Antwerpii.

## Medaliści zawodów
| Konkurencja:                              | Złoto:                                                                          | Wynik            | Srebro:                                                                             | Wynik            | Brąz:                                                             | Wynik            |
| Bieg na 100 m (szczegóły)                 | Charlie Paddock                                                                 | 10,6 =           | Morris Kirksey                                                                      | 10,8             | Harry Edward                                                      | 11,0             |
| Bieg na 200 m (szczegóły)                 | Allen Woodring                                                                  | 22,0             | Charlie Paddock                                                                     | 22,0             | Harry Edward                                                      | 22,1             |
| Bieg na 400 m (szczegóły)                 | Bevil Rudd                                                                      | 49,6             | Guy Butler                                                                          | 49,9             | Nils Engdahl                                                      | 49,9             |
| Bieg na 800 m (szczegóły)                 | Albert Hill                                                                     | 1:53,4           | Earl Eby                                                                            | 1:53,6           | Bevil Rudd                                                        | 1:54,0           |
| Bieg na 1500 m (szczegóły)                | Albert Hill                                                                     | 4:01,8           | Philip Noel-Baker                                                                   | 4:02,3           | Lawrence Shields                                                  | 4:03,0           |
| Bieg na 5000 m (szczegóły)                | Joseph Guillemot                                                                | 14:55,6          | Paavo Nurmi                                                                         | 15:00,0          | Eric Backman                                                      | 15:13,0          |
| Bieg na 10 0000 m (szczegóły)             | Paavo Nurmi                                                                     | 31:45,8          | Joseph Guillemot                                                                    | 31:47,2          | James Wilson                                                      | 31:50,8          |
| Maraton (szczegóły)                       | Hannes Kolehmainen                                                              | 2-32:35,8        | Jüri Lossmann                                                                       | 2-32:48,6        | Valerio Arri                                                      | 2-36:32,8        |
| Bieg na 110 m przez płotki (szczegóły)    | Earl Thomson                                                                    | 14,8             | Harold Barron                                                                       | 15,1             | Feg Murray                                                        | 15,1             |
| Bieg na 400 m przez płotki (szczegóły)    | Frank Loomis                                                                    | 54,0             | John Norton                                                                         | 54,6             | August Desch                                                      | 54,7             |
| Bieg na 3000 m z przeszkodami (szczegóły) | Percy Hodge                                                                     | 10:00,4          | Patrick Flynn                                                                       | 10:21,1          | Ernesto Ambrosini                                                 | 10:32,0          |
| Sztafeta 4 × 100 m (szczegóły)            | Stany Zjednoczone Charlie Paddock Jackson Scholz Loren Murchison Morris Kirksey | 42,2             | Francja René Lorain René Tirard René Mourlon Émile Ali-Khan                         | 42,5             | Szwecja Agne Holmström William Petersson Sven Malm Nils Sandström | 42,8             |
| Sztafeta 4 × 400 m (szczegóły)            | Wielka Brytania Cecil Griffiths Robert Lindsay John Ainsworth-Davis Guy Butler  | 3:22,2           | Związek Południowej Afryki Henry Dafel Clarence Oldfield Jack Oosterlaak Bevil Rudd | 3:23,0           | Francja Géo André Gaston Féry Maurice Delvart André Devaux        | 3:23,5           |
| 3000 m drużynowo (szczegóły)              | Stany Zjednoczone Horace Brown Arlie Schardt Ivan Dresser                       | 10 punktów       | Wielka Brytania Joe Blewitt Albert Hill William Seagrove                            | 20 punktów       | Szwecja Eric Backman Sven Lundgren Edvin Wide                     | 24 punkty        |
| Bieg przełajowy (szczegóły)               | Paavo Nurmi                                                                     | 27:15,0          | Eric Backman                                                                        | 27:17,6          | Heikki Liimatainen                                                | 27:37,0          |
| Bieg przełajowy drużynowo (szczegóły)     | Finlandia Paavo Nurmi Heikki Liimatainen Teodor Koskenniemi                     | 10 punktów       | Wielka Brytania James Wilson Anton Hegarty Alfred Nichols                           | 21 punktów       | Szwecja Eric Backman Gustaf Mattsson Hilding Ekman                | 23 punkty        |
| Chód na 3 km (szczegóły)                  | Ugo Frigerio                                                                    | 13:14,2          | George Parker                                                                       | 13:19,6          | Richard Remer                                                     | 13:22,2          |
| Chód na 10 km (szczegóły)                 | Ugo Frigerio                                                                    | 48:06,2          | Joseph Pearman                                                                      | 49:40,2          | Charles Gunn                                                      | 49:43,9          |
| Skok wzwyż (szczegóły)                    | Richmond Landon                                                                 | 1,93 m           | Harold Muller                                                                       | 1,90 m           | Bo Ekelund                                                        | 1,90 m           |
| Skok o tyczce (szczegóły)                 | Frank Foss                                                                      | 4,09 m           | Henry Petersen                                                                      | 3,70 m           | Edwin Myers                                                       | 3,60 m           |
| Skok w dal (szczegóły)                    | William Petersson                                                               | 7,15 m           | Carl Johnson                                                                        | 7,10 m           | Erik Abrahamsson                                                  | 7,08 m           |
| Trójskok (szczegóły)                      | Vilho Tuulos                                                                    | 14,51 m          | Folke Jansson                                                                       | 14,48 m          | Erik Almlöf                                                       | 14,27 m          |
| Pchnięcie kulą (szczegóły)                | Ville Pörhölä                                                                   | 14,84            | Elmer Niklander                                                                     | 14,16 m          | Harry Liversedge                                                  | 14,15 m          |
| Rzut dyskiem (szczegóły)                  | Elmer Niklander                                                                 | 44,69 m          | Armas Taipale                                                                       | 44,19 m          | Gus Pope                                                          | 42,13 m          |
| Rzut młotem (szczegóły)                   | Patrick Ryan                                                                    | 52,88 m          | Carl Johan Lind                                                                     | 48,43 m          | Basil Bennett                                                     | 48,25 m          |
| Rzut oszczepem (szczegóły)                | Jonni Myyrä                                                                     | 65,78 m          | Urho Peltonen                                                                       | 63,61 m          | Pekka Johansson                                                   | 63,10 m          |
| Rzut ciężarem (szczegóły)                 | Patrick McDonald                                                                | 11,27 m          | Patrick Ryan                                                                        | 10,97 m          | Carl Johan Lind                                                   | 10,26 m          |
| Pięciobój (szczegóły)                     | Eero Lehtonen                                                                   | 14 punktów       | Everett Bradley                                                                     | 24 punkty        | Hugo Lahtinen                                                     | 26 punktów       |
| Dziesięciobój (szczegóły)                 | Helge Løvland                                                                   | 6803.355 punktów | Brutus Hamilton                                                                     | 6771.085 punktów | Bertil Ohlson                                                     | 6580.030 punktów |

## Tabela medalowa
| Miejsce | Państwo           | Złoto | Srebro | Brąz | Razem |
| ------- | ----------------- | ----- | ------ | ---- | ----- |
| 1.      | Stany Zjednoczone | 9     | 12     | 8    | 29    |
| 2.      | Finlandia         | 9     | 4      | 3    | 16    |
| 3.      | Wielka Brytania   | 4     | 4      | 4    | 12    |
| 4.      | Włochy            | 2     | 0      | 2    | 4     |
| 5.      | Szwecja           | 1     | 3      | 10   | 14    |
| 6.      | Francja           | 1     | 2      | 1    | 4     |
| 7.      | Południowa Afryka | 1     | 1      | 1    | 3     |
| 8.      | Kanada            | 1     | 0      | 0    | 1     |
| 8.      | Norwegia          | 1     | 0      | 0    | 1     |
| 10.     | Australia         | 0     | 1      | 0    | 1     |
| 10.     | Dania             | 0     | 1      | 0    | 1     |
| 10.     | Estonia           | 0     | 1      | 0    | 1     |